# Ricardo Krone
Sigismund Ernst Richard Krone conhecido pelo seu pseudônimo Ricardo Krone (Dresden, 18 de julho de 1861 - São Paulo, 9 de setembro de 1917) foi um naturalista, zoólogo, espeleólogo, arqueólogo e pesquisador alemão. Tendo sido o descobridor da Caverna do Diabo em 1891, juntamente com o naturalista dinamarquês Wilhelm Lund explorou e estudou a região endokarst do sudeste do Brasil, tornando ambos  paleontológico e arqueológico descobertas em 41 das cavernas de Iporanga, que ele examina entre 1895-1906.

## Vida
Ele era descendente de uma família tradicional local Saxônia. Seu pai era Hermann Krone e sua mãe, Clementine Blochmann, era tenente da Escola Técnica de Dresden. Ele começou a estudar farmácia em 1877, graduando-se em 1880. Durante esse período, ele também se formou em engenharia. Aos 19 anos, ingressou na Marinha Alemã e viajou por vários países, chegando ao município de Iguape, Brasil, em 1884. onde trabalhou como farmacêutico, pintor de retratos, arqueólogo, paleontólogo, ornitólogo, além de servir em um escritório público na cidade.
Entre as obras em que atuou, está a construção da ferrovia Sorocaba, onde atuou como engenheiro. Nas docas do porto de Iguape, trabalhou como agrimensor para uma grande empresa agrícola. Em seguida, estabeleceu-se como farmacêutico fundando sua  Farmacia Popular , ganhando assim a estima de toda a população e projetando-se na sociedade local. Casou-se com Thomázia Krone, sendo pai de Ernesto e Ana Maria Martins Krone. Foi também pai do artista plástico Olavo de Almeida.
Morou em Iguape por 30 anos, morrendo em 9 de setembro de 1917 para ser enterrado no cemitério municipal da cidade.

## Descobertas
Krone foi o descobridor do famoso bagre cego de Iporanga, que foi batizado de Pimelodella kronei, uma espécie de peixe troglobítico único nas águas de algumas cavernas da região e um pouco da espeleologia brasileira. Encontrou também a caverna  Casa de Pedra , cujo pórtico de aproximadamente 216 metros é um dos maiores do mundo.
Em 1906, ao pesquisar o  sambaqui  (Tupi:  Tamba'ki  = pilha de conchas)  Morro Grande , situado entre Rio das Pedras e Rio Comprido localizado no interior na Reserva Ecológica da Juréia, Krone encontrou uma estátua de pedra muito curiosa conhecida no meio científico como Ídolo de Iguape. Ele acreditava que este pedaço de pedra teria sido esculpido por alguns indígenas nos Andes, terminando no  sambaqui  após uma longa imigração. Sua idade era estimado entre 5.000 e 25.000 anos através do método de datação por radiocarbono.